# Dedalo (nome)
Dedalo  è un nome proprio di persona italiano maschile.

## Varianti in altre lingue
- Basco: Dedalo
- Bielorusso: Дэдал (Dėdal)
- Bulgaro: Дедал (Dedal)
- Catalano: Dèdal[4]
- Francese: Dédale
- Greco antico: Δαίδαλος (Daidalos)[3][5][6]
- Inglese: Daedalus, Dedalus
- Latino: Daedalus[5], Dædalus[1]
- Lituano: Dedalas
- Polacco: Dedal
- Portoghese: Dédalo
- Romeno: Dedal
- Russo: Дедал (Dedal)
- Serbo: Дедал (Dedal)
- Spagnolo: Dédalo[4]
- Ucraino: Дедал (Dedal)
- Ungherese: Daidalosz

## Origine e diffusione

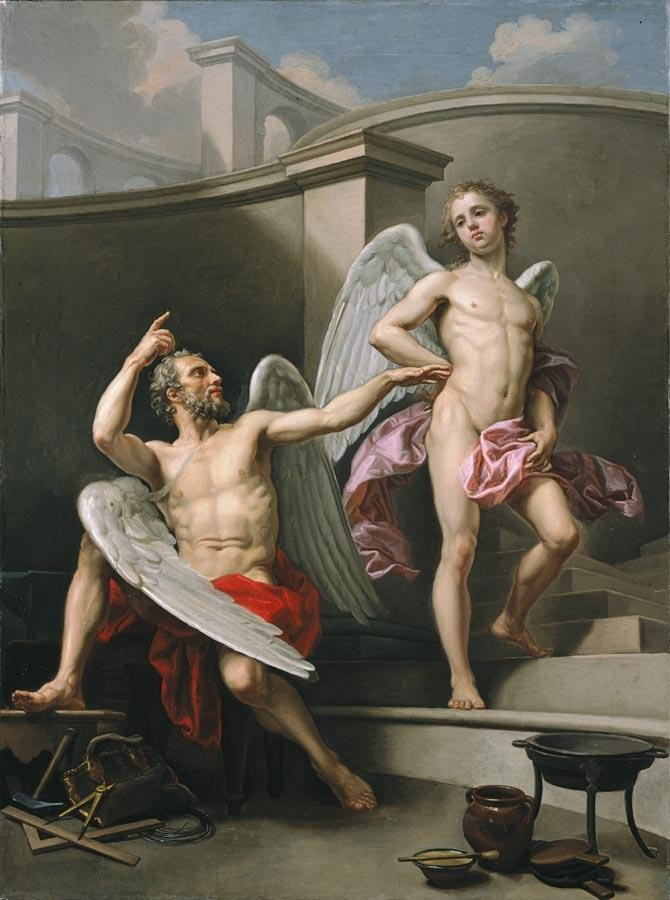
Dedalo e Icaro in un dipinto di Laurent Pêcheux

Continua il nome greco Δαίδαλος (Daidalos), latinizzato in Daedalus; è basato sul verbo δαίδαλλειν (daidallein), che vuol dire "lavorare con perizia", "lavorare ingegnosamente", quindi il significato complessivo può essere interpretato come "ingegnoso", "lavoratore ignegnoso", "operatore artificioso", "artefice" o anche "curiosamente lavorato".
Si tratta di un nome di tradizione classica, dalla diffusione scarsissima in italiano moderno, portato nella mitologia greca da Dedalo, l'inventore ateniese che costruì il labirinto di Cnosso e che fu il padre di Icaro.

## Onomatico
Il nome è adespota, non essendo portato da alcun santo; l'onomastico si può festeggiare eventualmente il 1º novembre, giorno di Ognissanti.

## Persone
- Dedalo di Bitinia, scultore greco antico
- Dedalo di Sicione, scultore e bronzista greco antico
- Dedalo Pignatone, avvocato e politico italiano

## Il nome nelle arti
- Dedalus è un personaggio della serie manga e anime I Cavalieri dello zodiaco.
- Dedalus Lux è un personaggio dei romanzi della serie Harry Potter, scritta da J. K. Rowling.